# Left Behind: World at War
Left Behind World at War (bra: Deixados para Trás III - Mundo em Guerra) é um filme da indústria cinematográfica cristã estadunidense de ação, lançado em 2005 e estrelado por Kirk Cameron e Louis Gossett Jr. e dirigido por Craig R. Baxley. É o terceiro filme da série com base nos livros Left Behind (série de livros) de Tim LaHaye e Jerry B. Jenkins.

## Elenco
- Louis Gossett Jr. .. Presidente Gerald Fitzhugh
- Kirk Cameron .. Buck Williams
- Brad Johnson .. Rayford Steele
- Jessica Steen .. Carolyn Miller
- Gordon Currie .. Nicolae Carpathia
- Janaya Stephens .. Chloe Steele
- Chelsea Noble .. Hattie Durham
- Arnold Pinnock .. Bruce Barnes
- Charles Martin Smith .. Vice-presidente John Mallory
- David Eisner .. Chefe Allan Campbell
- Richard Fitzpatrick .. Prefeito Kent